# Basilique Santa Maria delle Grazie (Grado)
La basilique Santa Maria delle Grazie est l'une des deux basiliques paléochrétiennes de Grado, ville de la province de Gorizia, région autonome du Frioul-Vénétie Julienne, en Italie. Elle surplombe le Campo dei Patriarchi, dans le centre historique de la ville, à quelques pas du baptistère et de la basilique Sant'Eufemia, tandis que les vestiges d'une troisième basilique (la Basilica della Corte) sont visibles à proximité, à les limites du castrum.

## Histoire
La basilique est construite à la fin du VIe siècle par la volonté du patriarche Elia, qui dans les mêmes années achève la construction de la basilique Sant'Eufemia et commence les travaux de la première église de l'île de Barbana.
L'église est construite sur le site d'une ancienne basilique paléochrétienne datant de la première moitié du Ve siècle, peut-être commandée par l'évêque Chromace d'Aquilée.
Les deux étapes de construction sont apparentes à l'intérieur que l'architecte Alessandro Rimini en 1924 a restauré sur deux niveaux. L'autel et la nef centrale s'élèvent au niveau de la basilique d'Elia, tandis que le bas-côté droit et une partie de l'abside, recouverts de mosaïques décoratives à motifs géométriques et épigraphes, remontent au premier édifice et se positionnent à environ un mètre en contrebas.

## Description

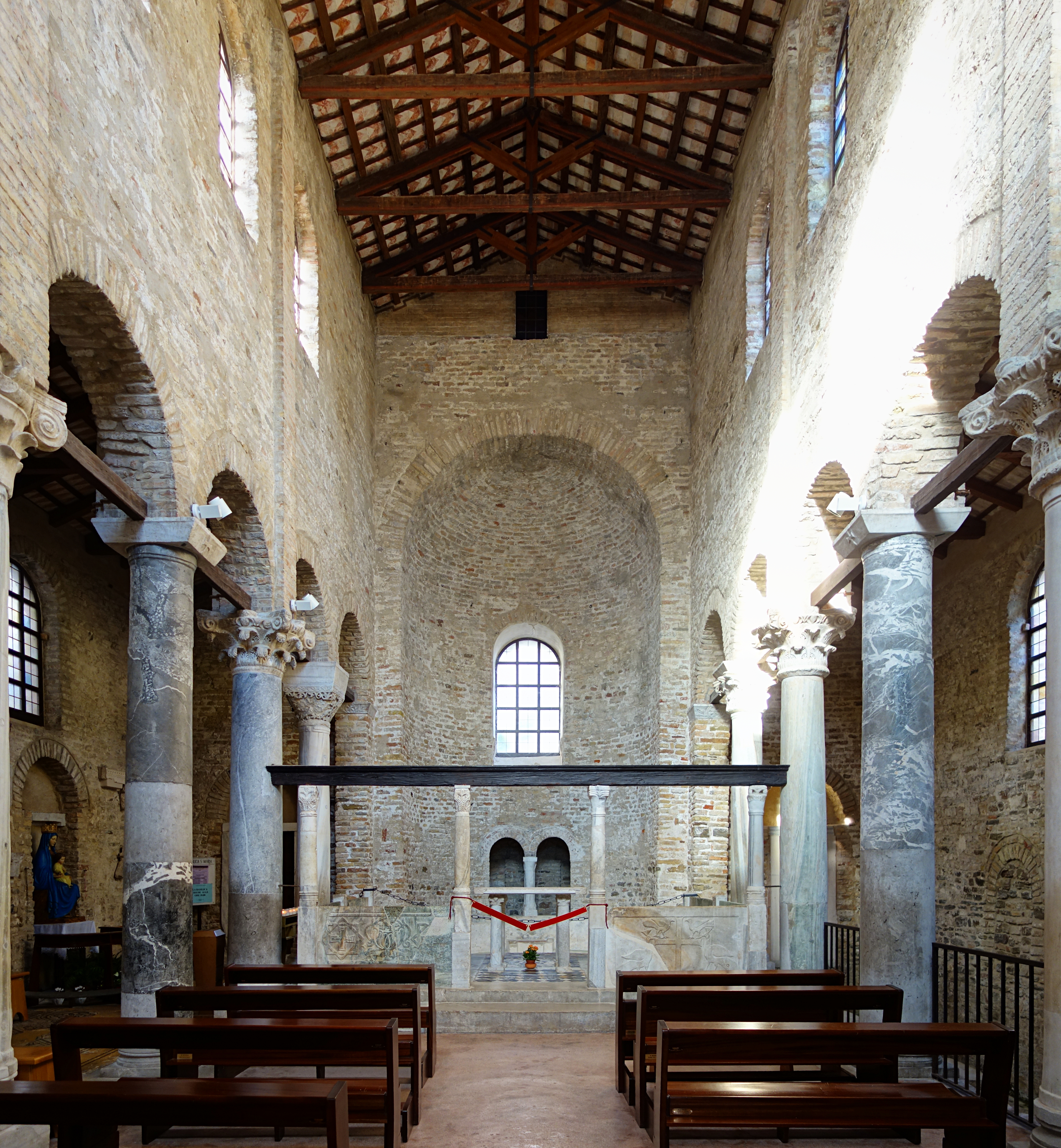
Intérieur.

Curieusement, la basilique a une base carrée tant en plan qu'en élévation. L'intérieur est marqué par trois nefs séparées par deux rangées de cinq colonnes de marbre d'origines différentes. L'autel, le bénitier et la statue en bois de la Madonna delle Grazie, lieu de dévotion traditionnel des habitants de Grado, sont particulièrement intéressants.
L'architecture de la basilique est caractérisée par la forte poussée verticale de la nef centrale. La façade en pierre et brique comporte trois portes et est adoucie par une fenêtre à trois ouvertures.